# Faouzi Rouissi
Pour les articles homonymes, voir Rouissi.
Faouzi Rouissi (arabe : فوزي الرويسي), né le 26 mars 1971 à Tunis, est un joueur international et entraîneur de football tunisien. Il est le frère d'Adel et Lotfi Rouissi.

## Biographie
En 1981, il signe sa licence au Club africain et découvre à l'âge de dix ans le joueur Lassaâd Abdelli qui sera son idole. En 1988, l'entraîneur Kazbek Tuaev l'incorpore dans l'effectif senior et l'aligne pour la première fois face à l'Avenir sportif de Kasserine mais c'est face au Stade tunisien qu'il inscrit son premier but. Son premier match en équipe nationale a lieu le 12 juillet 1989 à Dakar quand il entre à la 80e minute dans un match perdu sur le score de 3-0.
Durant une saison 1990-1991 très chargée, il répond présent mais sacrifie la compétition nationale au profit des compétitions continentales. Le 14 décembre 1991, il monte sur le podium africain alors que le Club africain est la première équipe tunisienne à inscrire son nom dans le palmarès de la coupe d'Afrique des clubs champions.
Il est l'un des meilleurs buteurs de l'histoire de la sélection tunisienne avec 18 buts marqués entre 1990 et 1999 ; il est aussi le meilleur buteur de la coupe d'Afrique des clubs champions 1991 avec six buts.
En 1992, il est recruté par le SM Caen, club français qualifié pour la coupe de l'UEFA. Éclipsé par l'explosion de Xavier Gravelaine, il marque quatre buts en 27 matchs de D1 pour sa première saison, et seulement deux buts en trente matchs la saison suivante. En 1994, il quitte la Normandie pour le club d'Al-Riyadh, en Arabie saoudite.
Depuis sa retraite de joueur, il est devenu entraîneur, tout d'abord chez les espoirs du Club africain puis à l'Union sportive de Ben Guerdane, en deuxième division, d'où il est limogé en septembre 2008. En 2012, il est nommé adjoint d'Abdelhak Benchikha au Club africain. En 2013, il est l'entraîneur du Sporting Club de Ben Arous puis, en 2014, de l'Association sportive de l'Ariana.

## Rencontres internationales
- Trois premiers matchs :
  - 2 juillet 1989 à Dakar :  Sénégal 3 - 0  Tunisie
  - 16 juillet 1989 à Tunis :  Tunisie 0 - 1  Sénégal
  - 5 août 1989 à Tunis :  Tunisie 3 - 0  Malawi (titulaire)
- Trois derniers matchs :
  - 28 janvier 1998 à Tunis :  Yougoslavie 3 - 0  Tunisie (match amical)
  - 9 février 1998 à Ouagadougou :  Ghana 2 - 0  Tunisie
  - 21 février 1998 à Ouagadougou :  Tunisie 1 - 1  Burkina Faso

## Carrière

### Joueur
- 1988-1992 : Club africain (Tunisie)
- 1992-1994 : SM Caen (France ; 57 matchs et six buts en Ligue 1)
- 1994-1995 : Al-Riyadh FC (Arabie saoudite)
- 1995-1999 : Club africain (Tunisie)
- 1999-2001 : Greuther Fürth (Allemagne ; Bundesliga 2 avec 36 matchs et cinq buts)
- 2001-2002 : Al-Wahda Abu Dhabi (Émirats arabes unis)
- 2002-2003 : Club africain (Tunisie)

### Entraîneur
- 2007-2008 : Club africain (Tunisie), responsable de l'équipe espoirs
- 2008 : Union sportive de Ben Guerdane (Tunisie)
- 2013-2014 : Sporting Club de Ben Arous (Tunisie)
- 2014-2015 : Association sportive de l'Ariana (Tunisie)
- 2015-2016 : Club africain (Tunisie), adjoint
- 2016 : Association sportive de l'Ariana (Tunisie)
- 2016 : Sporting Club de Ben Arous (Tunisie)

## Palmarès
- Coupe d'Afrique des clubs champions (1) : 1991
- Coupe d'Afrique des vainqueurs de coupes (0)
  - Finaliste : 1990, 1999
- Coupe afro-asiatique (1) : 1992
- Ligue des champions arabes (1)
  - Vainqueur : 1997
  - Finaliste : 1988, 2002
- Coupe arabe des vainqueurs de coupe (1) : 1995
- Championnat de Tunisie (3) : 1990, 1992, 1996
- Coupe de Tunisie (3)
  - Vainqueur : 1992, 1998, 2000
  - Finaliste : 1989, 1999, 2003